# Hans-Reinhard Koch (Weihbischof)

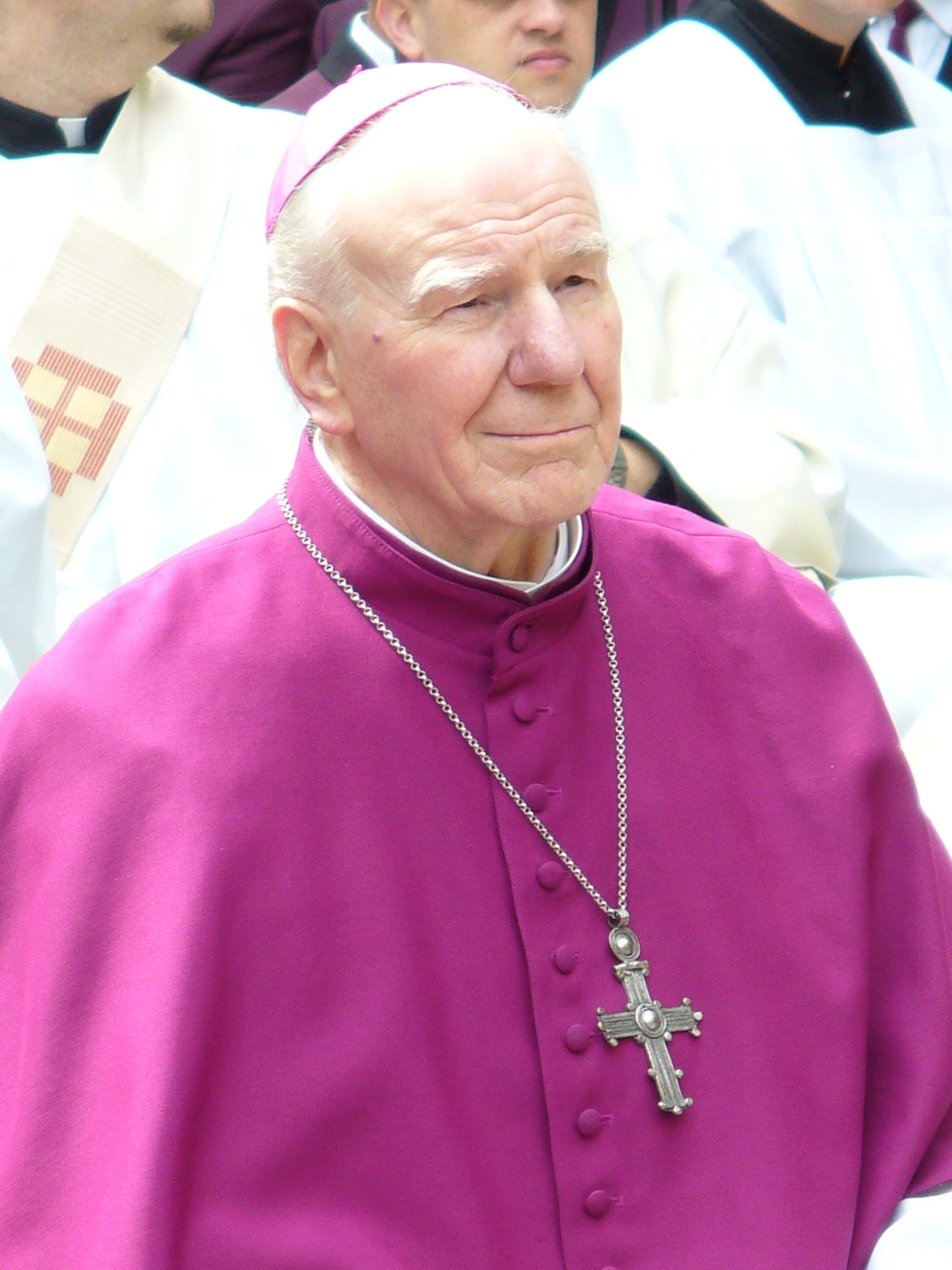
Hans-Reinhard Koch (2007)

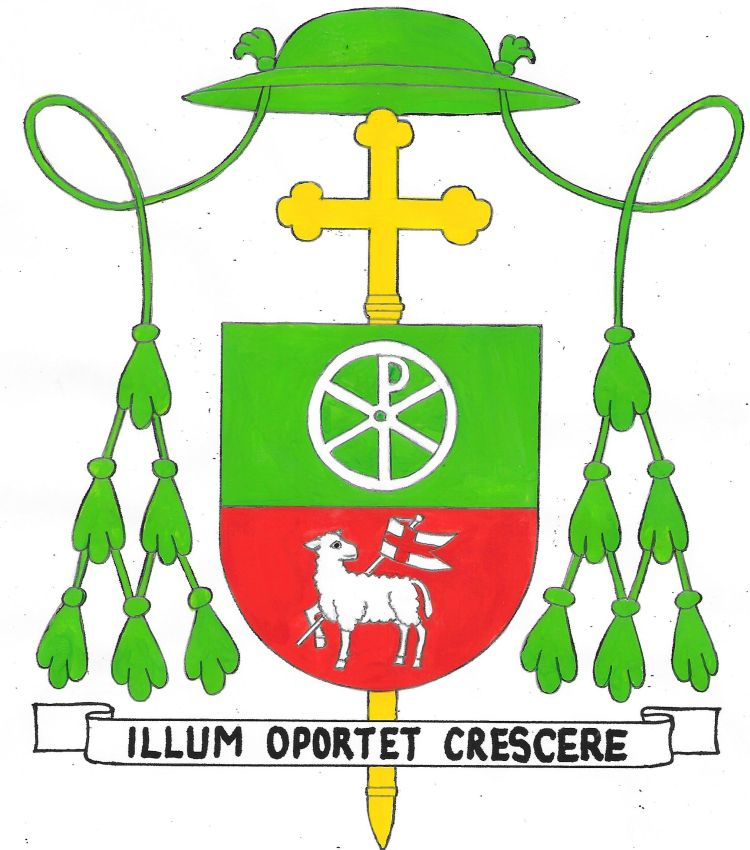
Bischöfliches Wappen

Hans-Reinhard Koch (* 27. November 1929 in Leinefelde; † 25. April 2018 in Erfurt) war Weihbischof im Bistum Erfurt.

## Leben
Hans-Reinhard Koch, drittes Kind des Zahnarztes Adolf Koch und der Hausfrau Maria Koch, studierte Katholische Theologie an der Theologischen Fakultät Fulda, am Priesterseminar Erfurt und im Kloster Neuzelle. Am 27. März 1955 wurde er zum Diakon geweiht und empfing am 17. Juli 1955 von Weihbischof Joseph Freusberg das Sakrament der Priesterweihe und war anschließend als Kaplan in Nordhausen tätig. 1959 wurde er Pfarrkurat in Kölleda. 1965 folgte durch Bischof Hugo Aufderbeck die Berufung zum Subregens am Priesterseminar Erfurt. 1969 wurde er Ordinariatsrat und arbeitete in Erfurt als Personalreferent im Bischöflichen Amt Erfurt-Meiningen. Ab 1983 wirkte er zusätzlich als Dompfarrer am Erfurter Dom.
Am 15. Mai 1985 ernannte ihn Papst Johannes Paul II. zum Titularbischof von Mediana und bestellte ihn zum Weihbischof des Apostolischen Administrators in Erfurt und Meiningen. Die Bischofsweihe empfing er am 6. Juli 1985 durch den Apostolischen Administrator, Bischof Joachim Wanke; Mitkonsekratoren waren die Weihbischöfe Wolfgang Weider (Bistum Berlin) und Norbert Werbs (Bischöfliches Amt Schwerin). Sein bischöflicher Wahlspruch lautete: Illum oportet crescere. Mit der Erhebung des Bischöflichen Amtes zum Bistum Erfurt wurde Hans-Reinhard Koch der erste Weihbischof der Neugründung.
Nach Vollendung des 75. Lebensjahres am 27. November 2004 nahm Papst Johannes Paul II. sein Rücktrittsgesuch als Weihbischof an.
2010 verlieh ihm die Thüringer Ministerpräsidentin Christine Lieberknecht den Verdienstorden des Freistaats Thüringen. 2009 wurde ihm der Brotteller, die höchste Auszeichnung des Deutschen Caritasverbandes, verliehen.
An den Folgen eines Sturzes verstarb er am 25. April 2018 im Helios Klinikum Erfurt, seine Beisetzung erfolgte im Kreuzgang des Erfurter Domes.